# Jan Jankiewicz
Jan Jankiewicz (nascido em 17 de setembro de 1955) é um ex-ciclista polonês. Competiu nos Jogos Olímpicos de Verão de 1976 e 1980. Terminou em terceiro lugar na competição Volta à Polónia de 1978 e 1980.
É casado com Marzena Jankiewicz. O casal tem duas filhas, Patrycja e Natalia, e vive em Breslávia, onde Jankiewicz trabalha como empresário.